# Kanaloa (divinité)
Kanaloa (en hawaïen Kēnūalāoa / Kanaloa) est le dieu hawaïen de la destruction, de la guérison, de la mort et des ténèbres, de la mer et de l'océan, et de la terre et des vents dans la mythologie hawaïenne. Il est le frère jumeau du dieu Kāne. Il est également connu sous le nom de Tangaroa en Nouvelle-Zélande. Il est l'un des plus grands dieux de toute la Polynésie. Cependant, sa position d'autorité et ses rôles varient d'un groupe d'îles à l'autre. Il était même vénéré par les autres Polynésiens comme leur dieu créateur et leur dieu principal.
À Hawaï, Kanaloa n'était pas aussi important que les trois dieux Kāne, Ku et Lono, probablement parce que les habitants de l'île ont plus tard arrangé leur panthéon pour qu'il ressemble au modèle triadique chrétien. Pour les Hawaïens, il était le dieu du calmar - parfois une pieuvre vivant dans les profondeurs de l'océan. Il avait rarement son propre temple mais était mentionné dans les prières et honoré pendant une certaine période de la lune.
Dans une croyance polynésienne, Kanaloa était l'être primitif qui a pris la forme d'un oiseau et a pondu un œuf sur les eaux primordiales. Lorsque l'œuf s'est brisé, il est devenu le ciel et la terre. Aux Samoa, il est connu sous le nom de Tagaloa, où il aurait repêché la pierre au fond de l'océan, qui est devenue la première terre. À Tahiti, il est connu sous le nom de Taʻaroa, le dieu créateur. Mais en Nouvelle-Zélande, il était considéré comme Tangaroa, le dieu de la terre et le seigneur de l'océan.